# Tallone
Tallone település Franciaországban, Haute-Corse megyében. Lakosainak száma 281 fő (2022. január 1.). Tallone Aléria, Linguizzetta, Pancheraccia, Tox és Zalana községekkel határos.

## Népesség
A település népessége az elmúlt években az alábbi módon változott:
| Lakosok száma | 433  | 474  | 469  | 307  | 319  | 321  | 315  | 282  | 283  | 281  |
|               | 1968 | 1982 | 1990 | 2006 | 2013 | 2015 | 2017 | 2019 | 2020 | 2022 |